# En corps étranger
 (janvier 2018).
Albums de William Baldé
— On s'était dit...
(2010)
Singles
1. Rayon de soleil
Sortie : Juillet 2008
2. Sweet Lady
Sortie : Septembre 2008
3. Sur la route de Dakar
Sortie : Décembre 2008

En corps étranger est le premier album solo du chanteur, auteur et compositeur français William Baldé, sorti en juin 2008.

## Présentation
Dans cet album, offrant des ballades dans un reggae très « chansonfrançaiseifié », aux sonorités riches, mêlant subtilement soul, pop et influences africaines, Baldé aborde « le sujet de l'exil [qui] continue à jouer un rôle dans sa musique. Dans sa chanson En corps étranger, il chante sur sa vie entre l'Europe et l'Afrique, des gens qui ne le prennent pas au sérieux en France, de la froideur dans ses yeux et du sentiment constant d'être étranger. Mais il chante aussi qu'il ne se sent plus chez lui en Afrique. »
Dès sa parution, l'album entre directement en 3e position — place qu'il ne maintient qu'une semaine — dans les charts français, où il y conservera une place durant 41 semaines.
En corps étranger contient le single, succès de l'été 2008, Rayon de soleil, classé no 1 en France et en Belgique.

## Liste des titres
Toutes les chansons sont écrites et composées par Gil Gimenez, Catherine Duval, William Baldé.
| 1.    | En corps étranger     | 4:03 |
| 2.    | Rayon de soleil       | 4:26 |
| 3.    | Sweet Lady            | 4:09 |
| 4.    | Exil                  | 4:32 |
| 5.    | Sur la route de Dakar | 4:17 |
| 6.    | No More Again         | 3:02 |
| 7.    | Suzy                  | 3:39 |
| 8.    | Sayiima Logissè       | 4:32 |
| 9.    | La Boîte aux photos   | 3:30 |
| 10.   | Yonn-Gui              | 5:11 |
| 41:20 |                       |      |

| 11. | Rayon de soleil             | 3:43 |
| 12. | Sweet Lady                  | 3:36 |
| 13. | Rayon de soleil (Making-of) | 3:09 |

| Titres bonus - Édition "audio/vidéo" CD + DVD (Warner Music, 24 novembre 2008), | Titres bonus - Édition "audio/vidéo" CD + DVD (Warner Music, 24 novembre 2008), | Titres bonus - Édition "audio/vidéo" CD + DVD (Warner Music, 24 novembre 2008), | Titres bonus - Édition "audio/vidéo" CD + DVD (Warner Music, 24 novembre 2008), | Titres bonus - Édition "audio/vidéo" CD + DVD (Warner Music, 24 novembre 2008), | Titres bonus - Édition "audio/vidéo" CD + DVD (Warner Music, 24 novembre 2008), | Titres bonus - Édition "audio/vidéo" CD + DVD (Warner Music, 24 novembre 2008), | Titres bonus - Édition "audio/vidéo" CD + DVD (Warner Music, 24 novembre 2008), | Titres bonus - Édition "audio/vidéo" CD + DVD (Warner Music, 24 novembre 2008), | Titres bonus - Édition "audio/vidéo" CD + DVD (Warner Music, 24 novembre 2008), |
| No                                                                              | Titre                                                                           | Durée                                                                           |                                                                                 |                                                                                 |                                                                                 |                                                                                 |                                                                                 |                                                                                 |                                                                                 |
| ------------------------------------------------------------------------------- | ------------------------------------------------------------------------------- | ------------------------------------------------------------------------------- | ------------------------------------------------------------------------------- | ------------------------------------------------------------------------------- | ------------------------------------------------------------------------------- | ------------------------------------------------------------------------------- | ------------------------------------------------------------------------------- | ------------------------------------------------------------------------------- | ------------------------------------------------------------------------------- |
| 11.                                                                             | Vaudou                                                                          | 5:47                                                                            |                                                                                 |                                                                                 |                                                                                 |                                                                                 |                                                                                 |                                                                                 |                                                                                 |
| 12.                                                                             | Le Prix à payer                                                                 | 3:22                                                                            |                                                                                 |                                                                                 |                                                                                 |                                                                                 |                                                                                 |                                                                                 |                                                                                 |
| 50:26                                                                           |                                                                                 |                                                                                 |                                                                                 |                                                                                 |                                                                                 |                                                                                 |                                                                                 |                                                                                 |                                                                                 |

| 1.  | Suzy (Live)                  | 4:31 |
| 2.  | En corps étranger (Live)     | 6:14 |
| 3.  | No more again (Live)         | 3:34 |
| 4.  | Sur la route de Dakar (Live) | 5:27 |
| 5.  | Exil (Live)                  | 7:12 |
| 6.  | Sayüma Lagissé (Live)        | 4:50 |
| 7.  | Sweet Lady (Live)            | 4:36 |
| 8.  | Rayon de soleil (Live)       | 6:25 |
| 9.  | Sweet Lady (Clip)            | 3:36 |
| 10. | Rayon de soleil (Clip)       | 3:43 |